# ديفيد كينيون ويبستر
ديفيد كينيون ويبستر (بالإنجليزية: David Kenyon Webster)‏ هو كاتب وصحفي أمريكي، ولد في 2 يونيو 1922 في نيويورك في الولايات المتحدة، وتوفي في 9 سبتمبر 1961 في سانتا مونيكا في الولايات المتحدة.